# Museumsquartier Leipzig

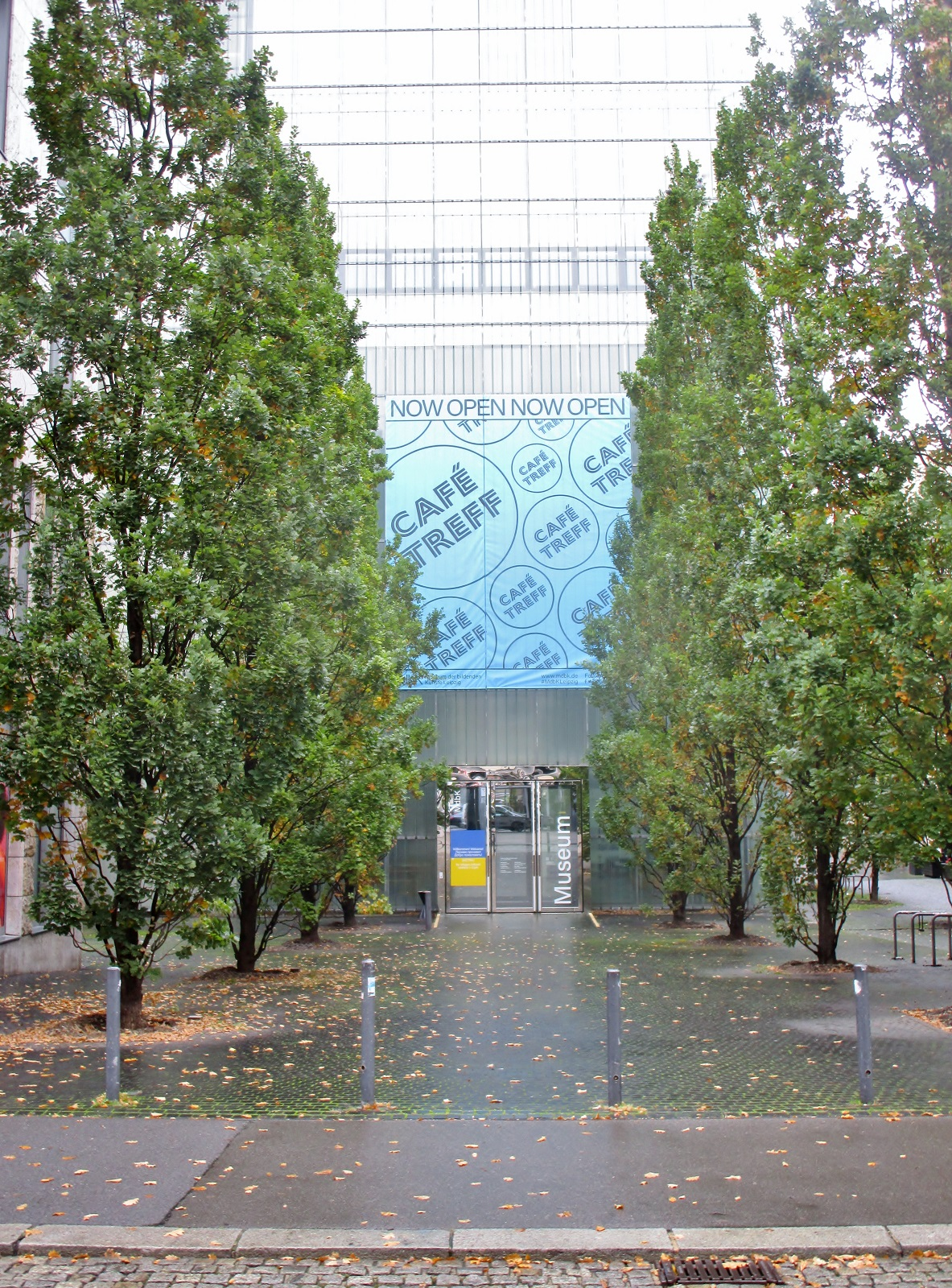
Durchgang zum Museum der bildenden Künste vom Böttchergäßchen aus (2022)

Das Museumsquartier Leipzig befindet sich im Zentrum Leipzigs und hat die Größe eines Straßenblocks. In seinem Zentrum befindet sich das Museum der bildenden Künste Leipzig.

## Lage
Das Museumsquartier Leipzig wird durch die Straßen Brühl im Norden, die Reichsstraße im Osten, das Böttchergäßchen im Süden und die Katharinenstraße im Westen begrenzt. Der Straßenblock hat die Abmessungen 105 Meter × 145 Meter. Im Blockinneren befindet sich der 2004 fertiggestellte 34 Meter hohe Kubus des Museums der bildenden Künste. Straßenbegleitend wurde bis 2017 auf allen vier Seiten eine niedrigere Blockrandbebauung errichtet. Es handelt sich um Wohn- und Geschäftshäuser, Hotels und den Ergänzungsbau des Stadtgeschichtlichen Museums Leipzig. Von allen vier Seiten gibt es Durchgänge zum Museum der bildenden Künste, wobei dessen Haupteingang in Richtung Katharinenstraße liegt.

## Geschichte
Am Ort des heutigen Museumsquartiers befand sich das Hallesche Viertel des alten Leipzig. Es wurde so wegen seiner Lage hinter dem Halleschen Tor genannt, durch das die Straße nach Halle führte. Dieser Teil der Innenstadt von Leipzig blieb von den Abrissen und Neubauten des 19. und des beginnenden 20. Jahrhunderts weitgehend verschont, wurde jedoch vom alliierten Bombenangriff des 4. Dezember 1943 voll getroffen. Von der alten Bebauung blieb im späteren Museumsquartier kaum etwas stehen. Dabei gingen im Einzelnen folgende Gebäude verloren:

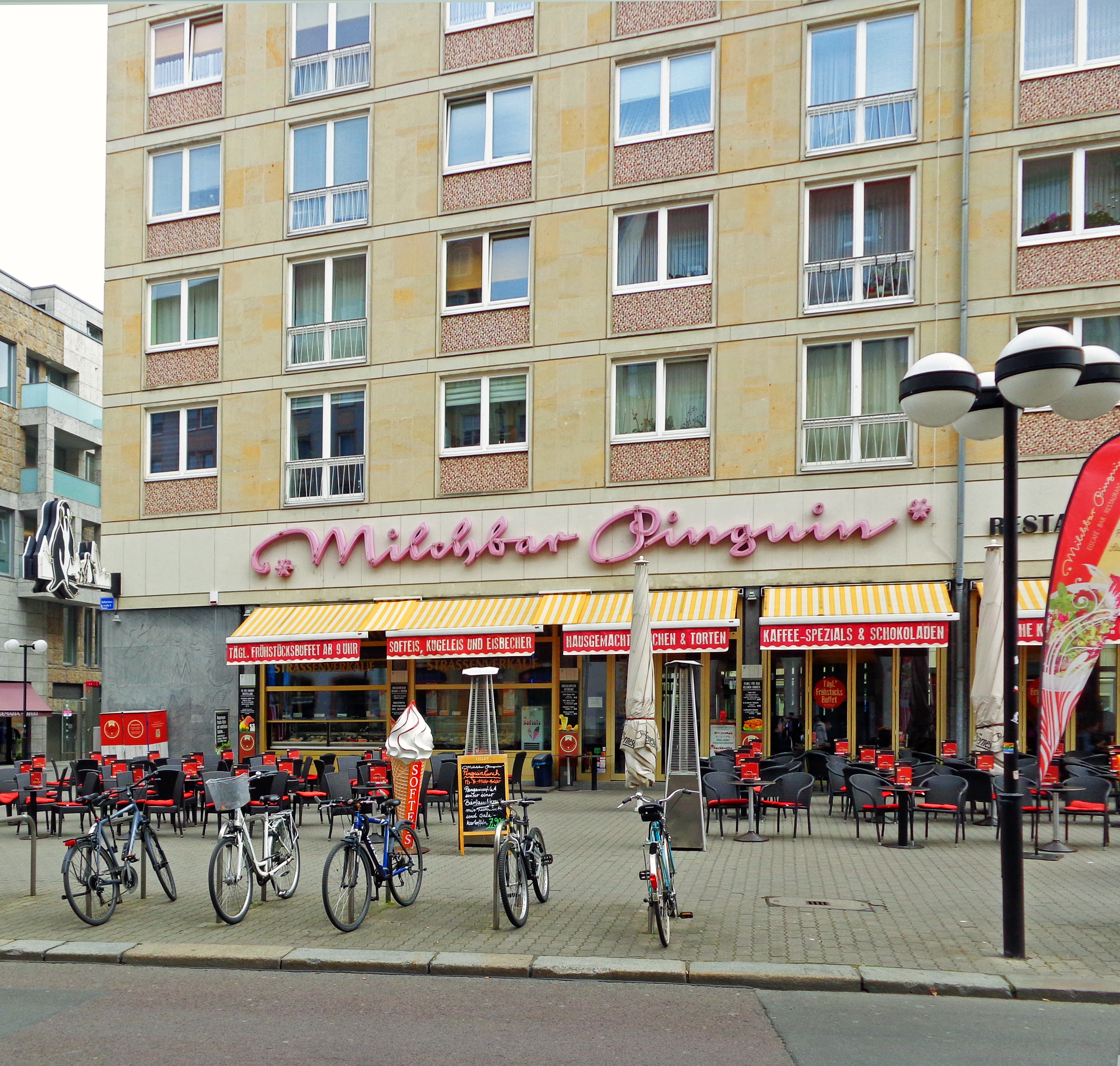
Milchbar Pinguin an der Katharinenstraße neben dem Museumsquartier (2016)

- Am Brühl / Ecke Katharinenstraße (gegenüber dem Romanushaus) das Lotterhaus aus dem Jahre 1549 (Wohnhaus von Hieronymus Lotter), hier befindet sich heute das 2017 fertiggestellte Bernsteincarée.
- Am Brühl / Ecke Reichsstraße das Hollenkamp, ein 1906 fertig gestelltes Modehaus, hier befindet sich der 2017 fertiggestellte Hotelneubau.
- In der Reichsstraße der 1604 fertiggestellte Alte Hof, hier befindet sich heute der von 2002 bis 2004 errichtete Ergänzungsbau des Stadtgeschichtlichen Museums.
- in der Katharinenstraße die Döringschen Häuser aus dem Jahre 1717, hier befindet sich heute das 2011 fertiggestellte Katharinum. Der ebenfalls zerstörte Kochs Hof aus dem Jahre 1738 und das Griechenhaus aus dem Jahre 1640 befanden sich leicht außerhalb des heutigen Museumsquartiers, nämlich in dem Bereich, in dem sich seit 1964 der Neubaublock mit der Milchbar Pinguin befindet.[1]

1967 wurde dann noch das letzte Döringsche Haus beseitigt und ein weitgehend freier Platz, der Sachsenplatz errichtet. Auf der Ecke Brühl / Reichsstraße befand sich das vergleichsweise flache Gebäude der Leipzig-Information.
Der Neubau des Museums wurde 1996 vom Stadtrat beschlossen. Dazu wurde 1996 eine Planungswerkstatt durchgeführt, in der der Vorschlag entwickelt wurde, auf dem Sachsenplatz den Neubau des Museums und eine Blockrandbebauung zu errichten. Letztere wurde in der Folge häufig Winkelbebauung genannt, da sie in der Mitte jeweils durch Durchgänge unterbrochen ist und deshalb auf dem Plan jeweils wie ein Winkel an den vier Straßenecken aussieht.

## Bau des Museumsquartiers
1999 begannen archäologische Grabungen  und 2000 erfolgte die Grundsteinlegung für das Museum der bildenden Künste. Am 4. Dezember 2004, genau 61 Jahre nach der Zerstörung des Städtischen Museums am Augustusplatz und der Vorkriegsbebauung am neuen Standort, wurde der neue Museumsbau eröffnet. Der quaderförmige Neubau des Museums kostete 74,5 Millionen Euro. Im Ergebnis eines europaweiten Realisierungswettbewerbs mit 532 Einreichungen war zuvor der Entwurf der Architekten Karl Hufnagel, Peter Pütz und Michael Rafaelian ausgewählt worden.
Die sogenannte Winkelbebauung sollte nicht von der Stadt, sondern von privaten Bauherren errichtet werden, denen die Stadt die Grundstücke verkaufen wollte. Zu diesem Zeitpunkt gab es auf dem Grundstücksmarkt jedoch noch keine Nachfrage, so dass nur der Ergänzungsbau des Stadtgeschichtlichen Museums, der von der stadteigenen LESG durchgeführt wurde, zeitgerecht in den Jahren 2002 bis 2004 errichtet wurde. Der Entwurf für dieses Gebäude mit einer Fassade aus rotem Rochlitzer Porphyr (ein Naturstein, der in Leipzig häufiger zu sehen ist, so beim nahe gelegenen Alten Rathaus) stammt von den Architekten Ulrich Coersmeier und dem Architekturbüro Ilg Friebe Nauber, Köln und Leipzig. Dieser erste Winkel war verkürzt. Er wurde erst 2015 bis 2016 durch ein Wohn- und Geschäftshaus, das Aderholdhaus, in der Reichsstraße komplettiert.
Bereits vorher wurde am 6. Mai 2011 als zweite Eckbebauung das Wohn- und Geschäftshaus Katharinum (Entwurf: Gregor Fuchshuber, Leipzig), gelegen an der Ecke Böttchergäßchen/Katharinenstraße, fertig gestellt. In die Stirnseite des Eckgebäudes in der Katharinenstraße wurden zwei restaurierte Skulpturen von Johannes Hartmann integriert, die laut Sebastian Ringel vom kriegszerstörten Jöchers Haus neben dem ebenfalls zerstörten und oben erwähnten Kochs Hof stammen. Die Leipziger Tourist-Information ist seitdem dort wieder am alten Standort vertreten.
Im nördlichen Bereich des Museumsquartiers dauerte es mit der Bebauung noch etwas länger. Zwar waren schon bald zwei Hotelbauten im Bereich Brühl / Reichsstraße im Gespräch, jedoch mussten auch hier zunächst archäologische Grabungen (2014) durchgeführt werden. Mit dem Ibis-Hotelkomplex (Ecke Brühl/Reichsstraße, Eröffnung 2017) sowie dem Bernstein Carré (Geschäfts- und Wohnhaus, Ecke Brühl/Katharinenstraße, Einweihung 2017)  wurden die letzten Eckbebauungen des Museumsquartiers verwirklicht.

## Räumliche Wirkung
Der Quader des Museums der bildenden Künste war zunächst ein Solitär. Erst durch die Fertigstellung des Museumquartiers tritt die räumliche Wirkung ein, die sich die Wettbewerbsjury in den 1990er Jahren erhofft hatte. Das Museum wird durch die Randbebauung vom Lärm und der Hektik der Stadt abgeschirmt. Es ist von einem ruhigen Hof, der mit schlanken Bäumen bepflanzt ist, umgeben. Die Idee der Architekten war, dass man die Stadt aus dem Inneren des Museums nur milchig verschwommen wahrnehmen soll.

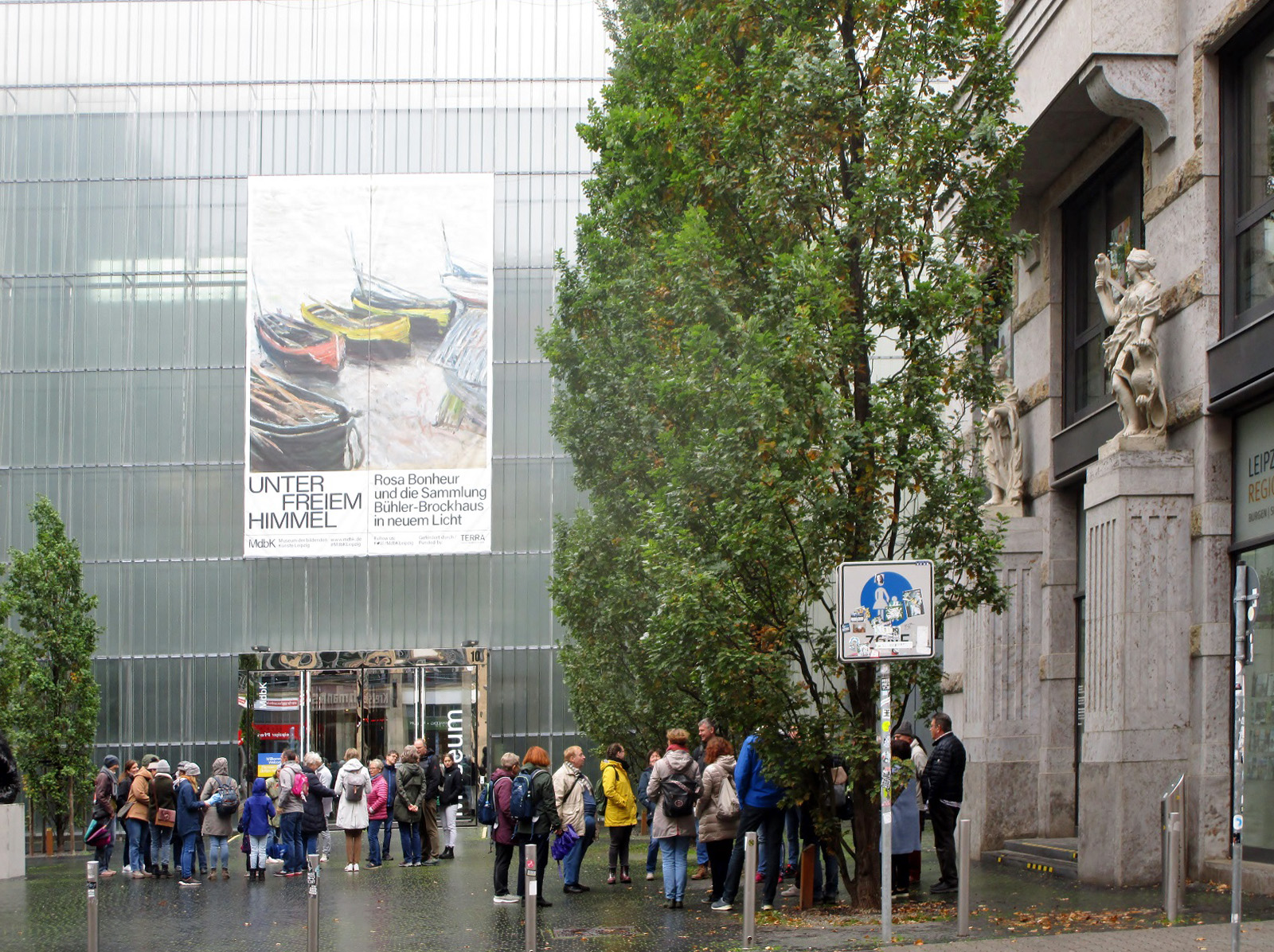
Haupteingang des Museums, rechts das Katharinum
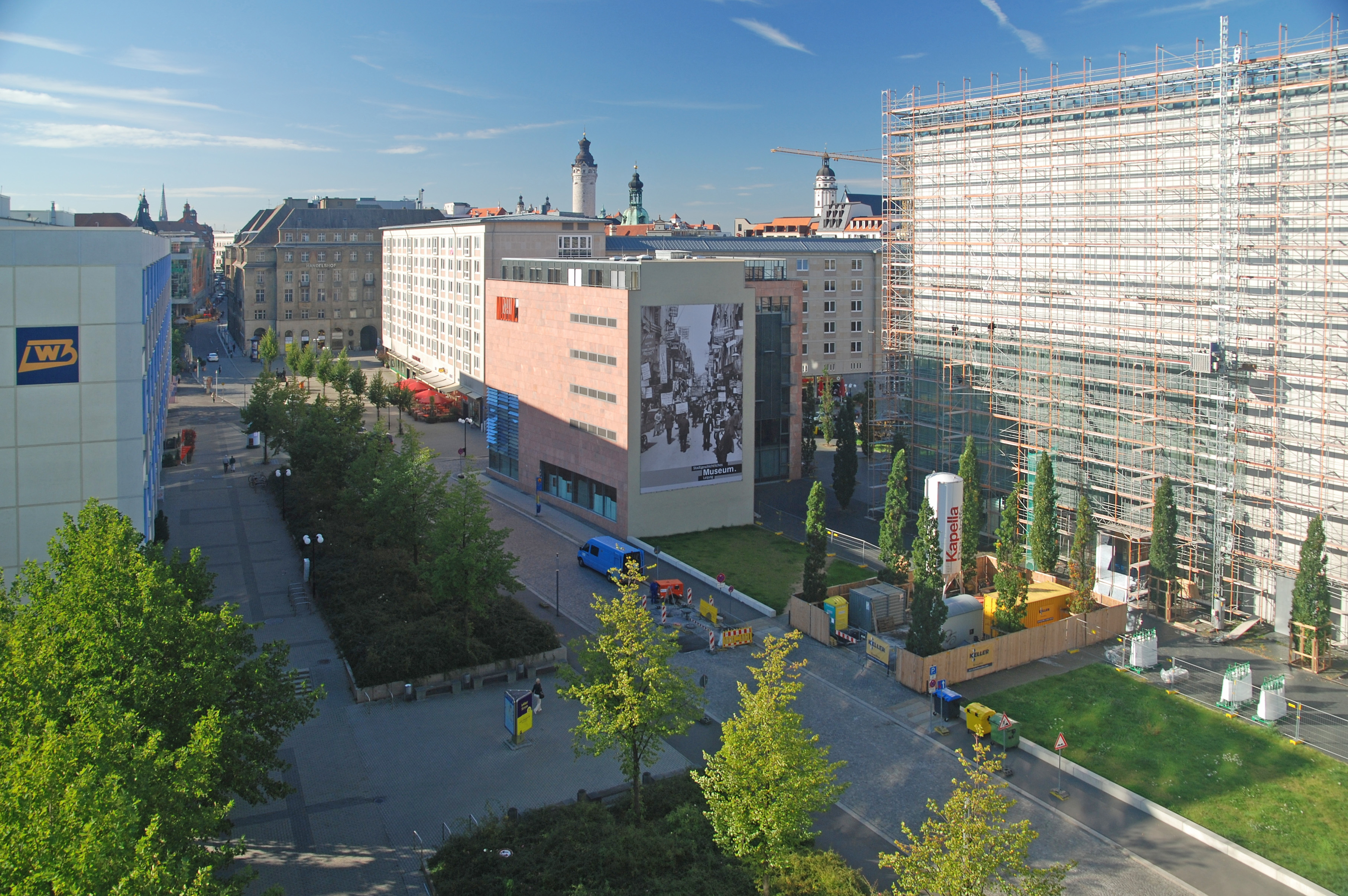
2007, als von der Randbebauung nur das Stadtgeschichtliche Museum stand
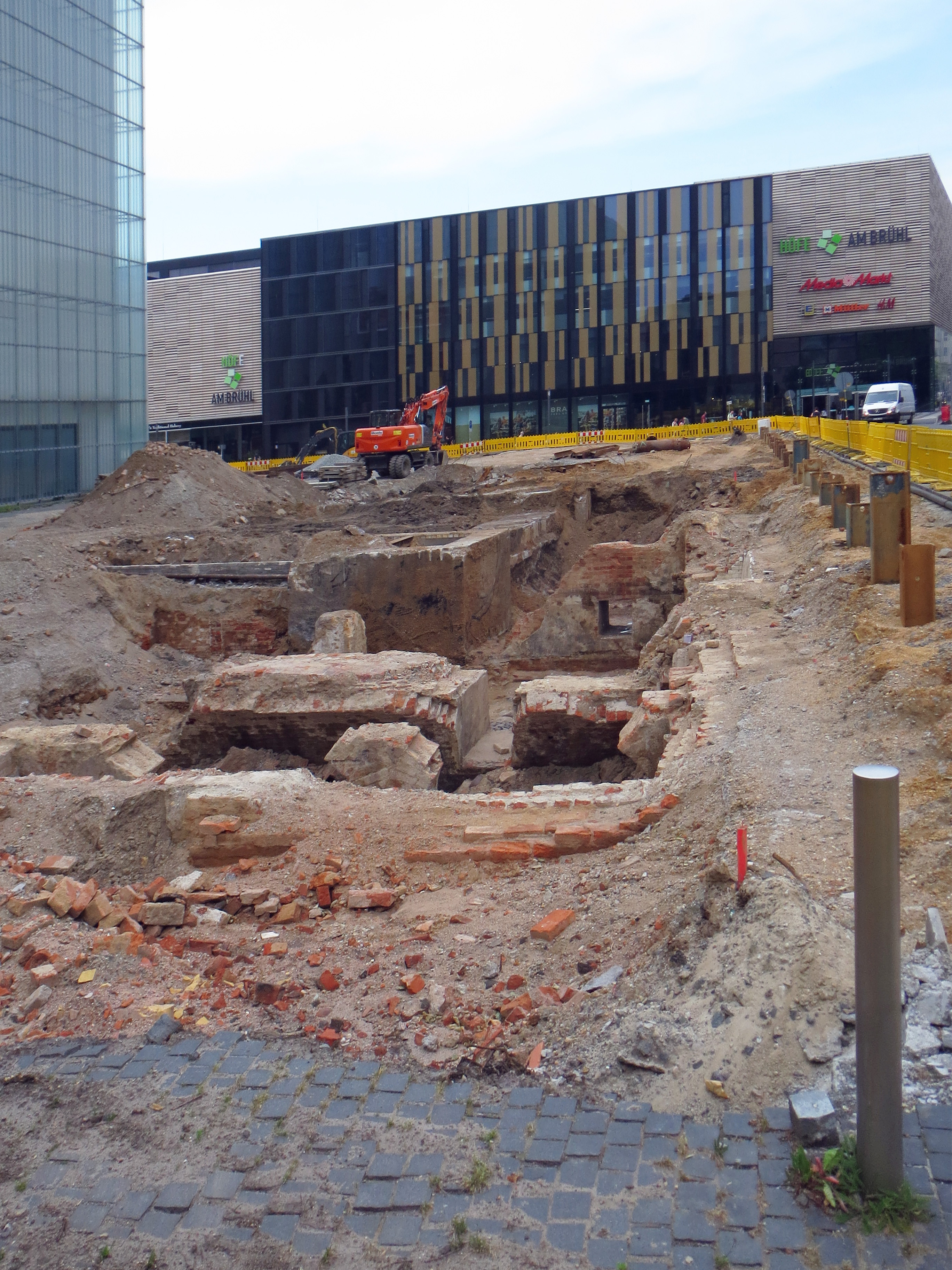
Ausgrabungen 2014 mit Blick zum Brühl
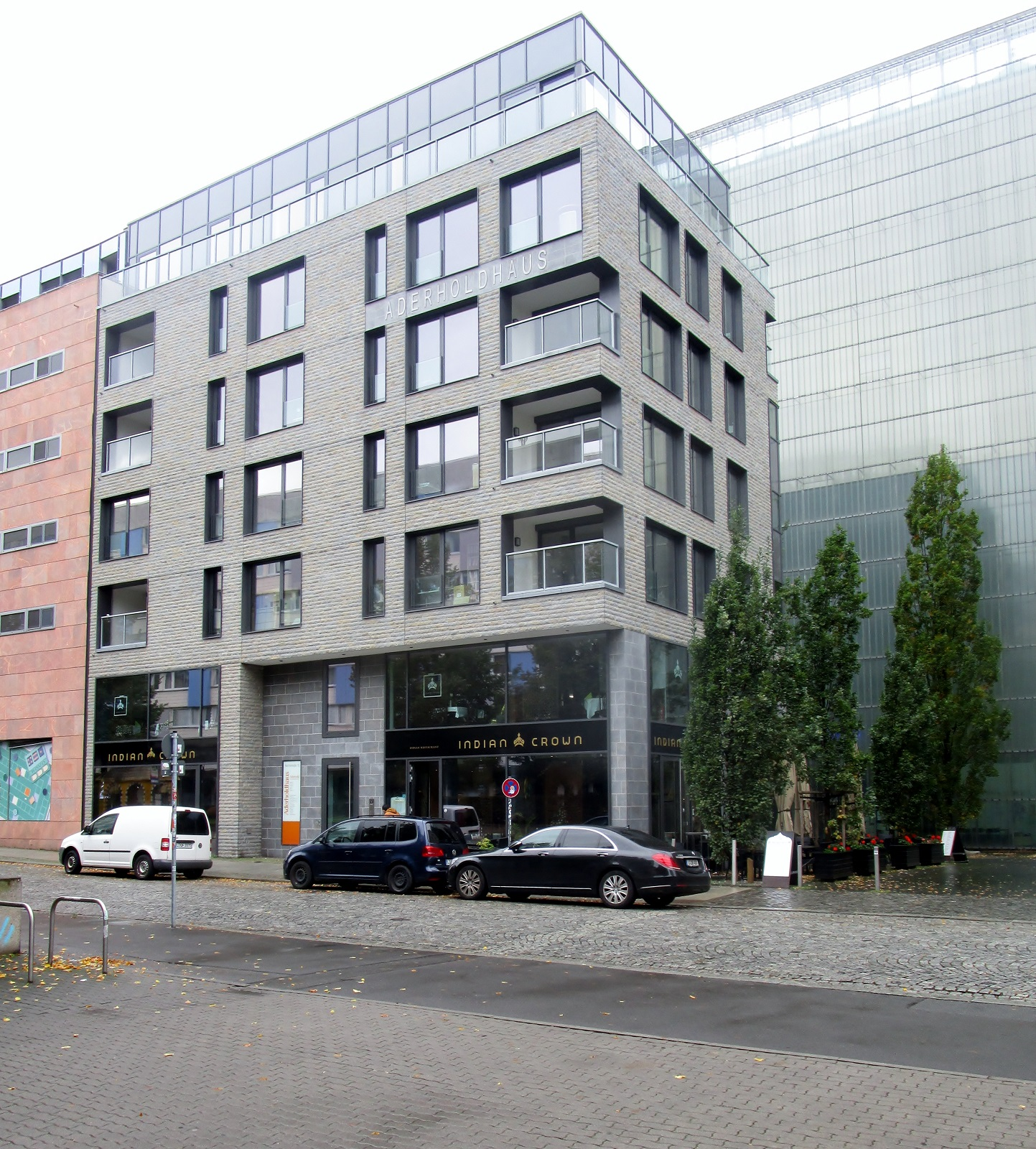
Reichsstraße Aderholdhaus
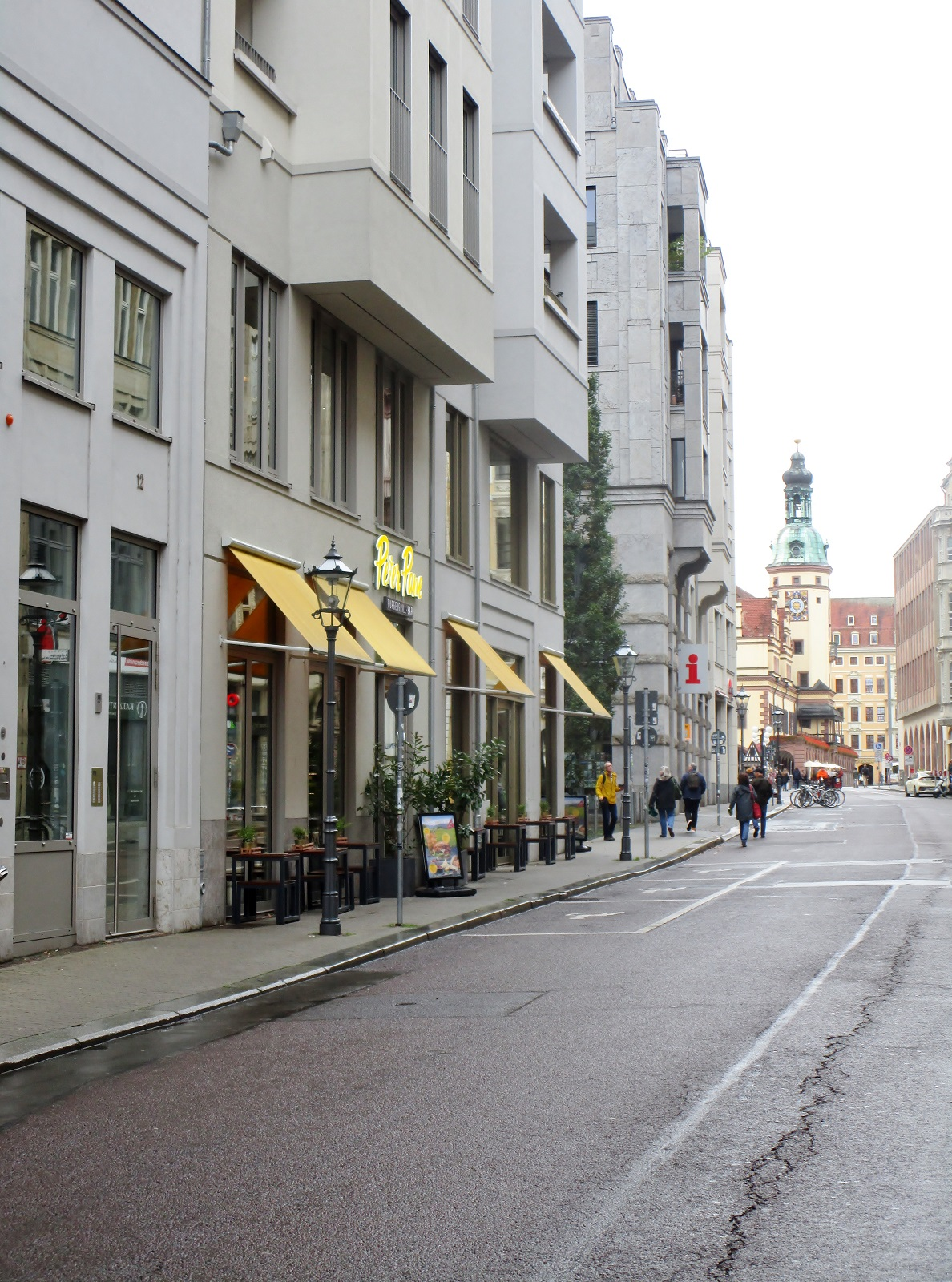
Museumsquartier an der Katharinenstraße
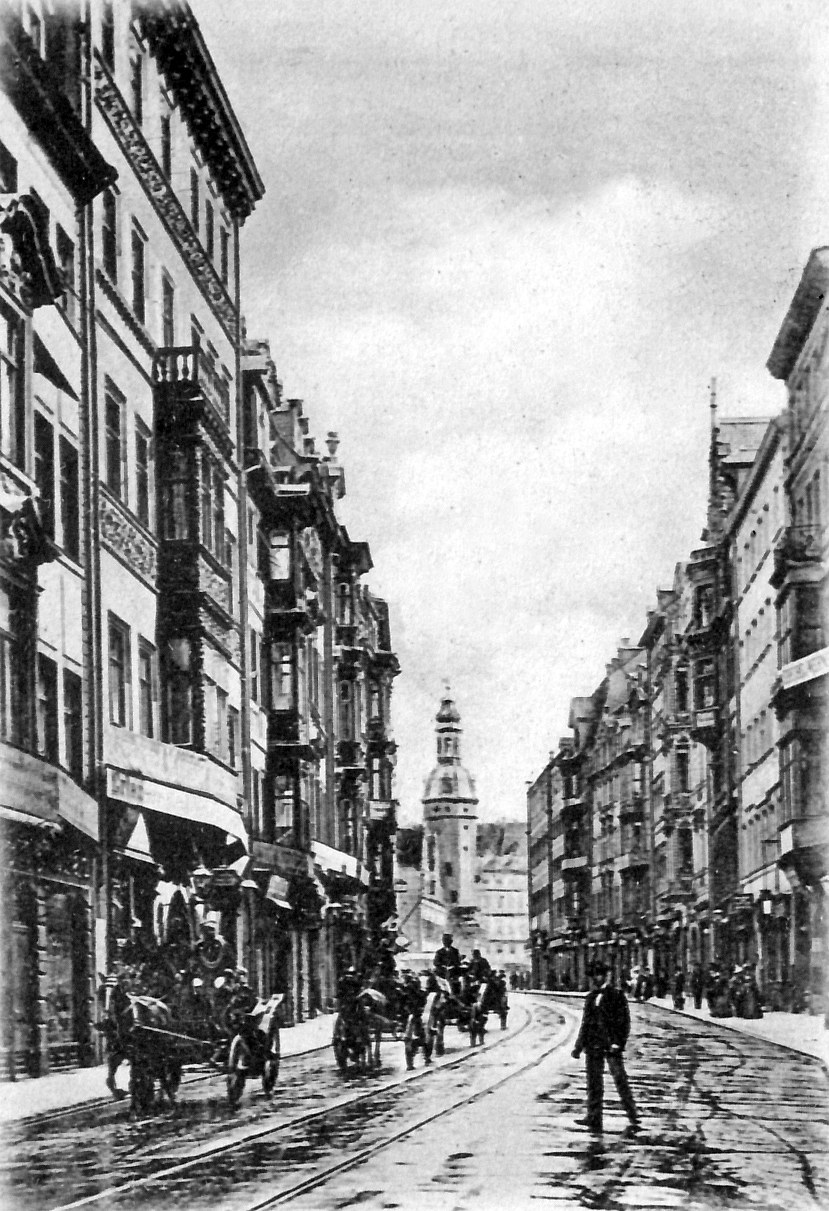
Derselbe Blick 1902
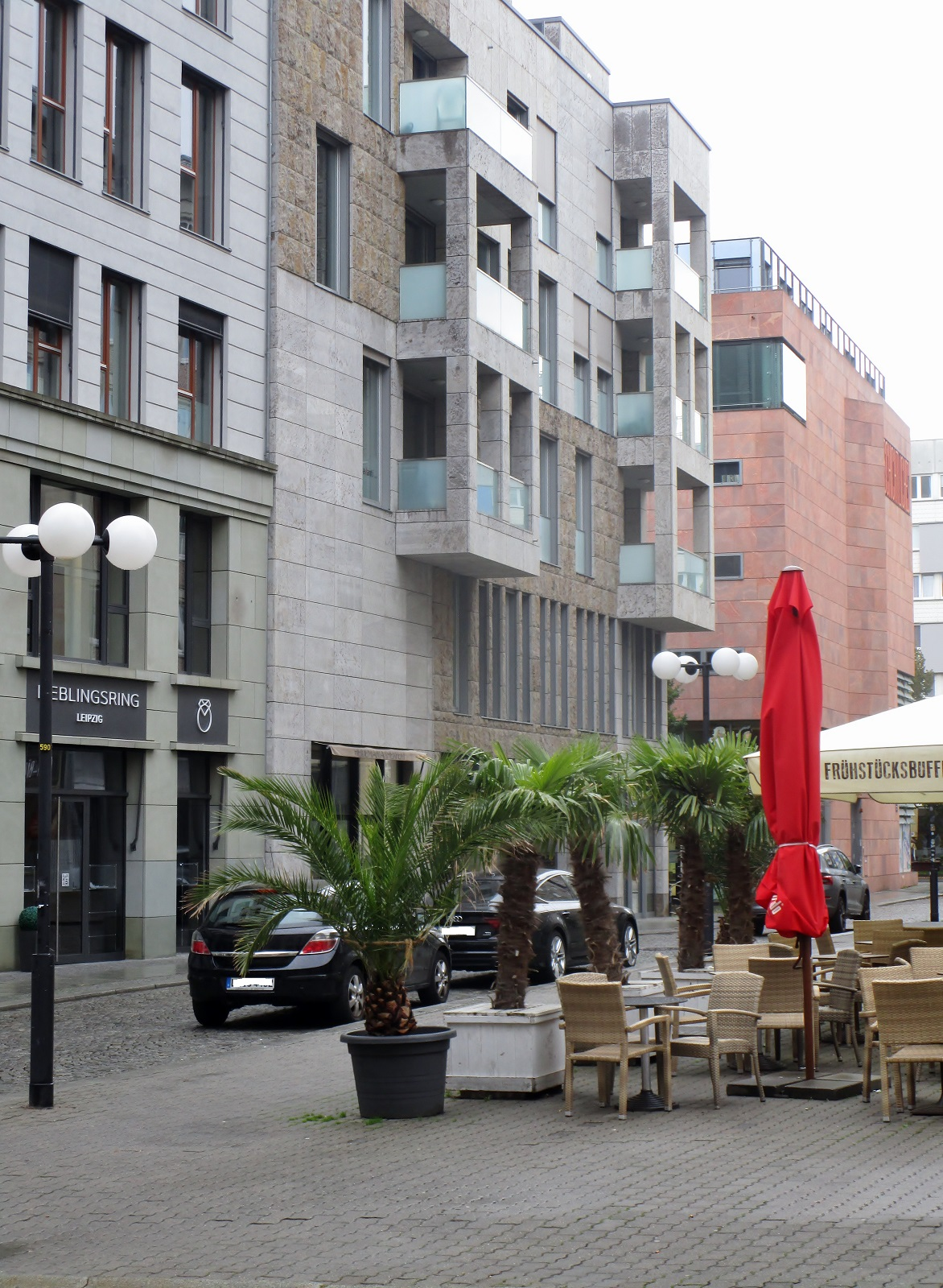
Museumsquartier vom Böttchergäßchen aus

## Nicht zu verwechseln
Leipzig verfügt noch über einen weiteren Museumskomplex, mit dem das hier beschriebene Museumsquartier nicht verwechselt werden sollte. Gemeint ist das Grassimuseum. Damit wird heute ein Gebäudekomplex am Johannisplatz in Leipzig bezeichnet, der das Museum für Angewandte Kunst (früher: Kunstgewerbemuseum bzw. Museum des Kunsthandwerks), das Museum für Völkerkunde zu Leipzig und das Museum für Musikinstrumente der Universität Leipzig beheimatet.

## Sonstiges
Der Schauplatz des Romans Herrn Lublins Laden des israelischen Autors Samuel Agnon (1887–1970, Literaturnobelpreis 1966) befindet sich im südlichen Bereich des heutigen Museumsquartiers.